# Axel Julius De la Gardie
Pour les autres membres de la famille, voir Famille De La Gardie.
Axel Julius De la Gardie (baptisé le 12 février 1637 à Stockholm, décédé le 17 mai 1710 à Stockholm) est un comte suédois qui sera successivement officier, parlementaire, conseiller d'état, maréchal puis gouverneur général de l'Estonie de 1687 à 1704 durant la grande guerre du Nord.

## Carrière
Axel Julius est le fils du commandant militaire Jacob De La Gardie et de Ebba Brahe.
Il devient colonel d'un régiment d'infanterie et d'un régiment de cavalerie.
En 1684 il est nommé au rang de Major-général dans la cavalerie et sera aussi colonel de la garde royale (sv).
Il est nommé lieutenant-général en 1668, et maréchal en 1675.
Avec la menace de guerre avec la Russie il reçoit l'ordre de commander les troupes en Finlande et en Ingrie suédoise et de prendre des mesures défensives. En 1676, la Diète de Finlande réunie à Åbo lui accorde des moyens défensifs supplémentaires.

## Famille
En 1664, il épouse Sofia Juliana Arvidsdotter Forbus (sv). Leurs enfants seront:
- Adam Carl De la Gardie (sv) (1664 - 1721)
- Magnus Julius De la Gardie (sv) (1668 - 1741)
- Pontus Fredrik De la Gardie (sv) (1669 - 1717)